# Kurobe
Kurobe (jap. 黒部市, -shi) ist eine Stadt in Japan am gleichnamigen Fluss in der Präfektur Toyama auf der Insel Honshū.

## Geographie
Die Stadt liegt in der landschaftlich reizvollen Umgebung der Japanischen Alpen. In ihrer Nähe befindet sich mit 3015 Meter Höhe der Berg Ushiru Tateyama. Am gleichnamigen Fluss Kurobe, nach dem die Stadt benannt ist, befindet sich die zwischen 1956 und 1963 erbaute, mit 186 Meter Höhe größte Bogenstaumauer Japans: die Kurobe-Talsperre.

## Geschichte
Kurobe entstand am 1. April 1954 durch die Zusammenlegung der Gemeinden Sakurai (桜井町, -machi) und Ikuji (生地町, -machi) des Landkreises Shimoniikawa.

## Sehenswürdigkeiten
- Unazuki-Onsen (Heiße Quelle)

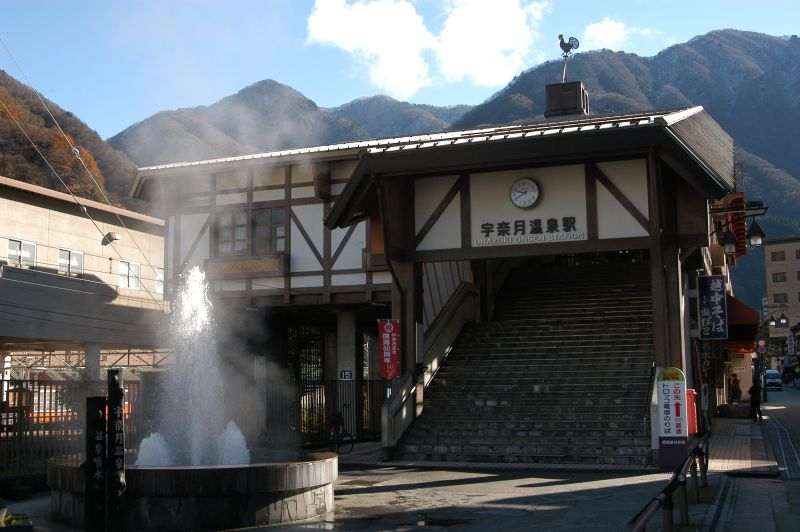
Unazuki onsen

- „Kurobe Yoshida Science Museum“ (黒部市吉田科学館) 1986 eröffnet, gestiftet von Yoshida Tadao

## Verkehr
- Zug:
  - JR Hokuriku-Hauptlinie
- Straße:
  - Hokuriku-Autobahn
  - Nationalstraße 8

## Städtepartnerschaften

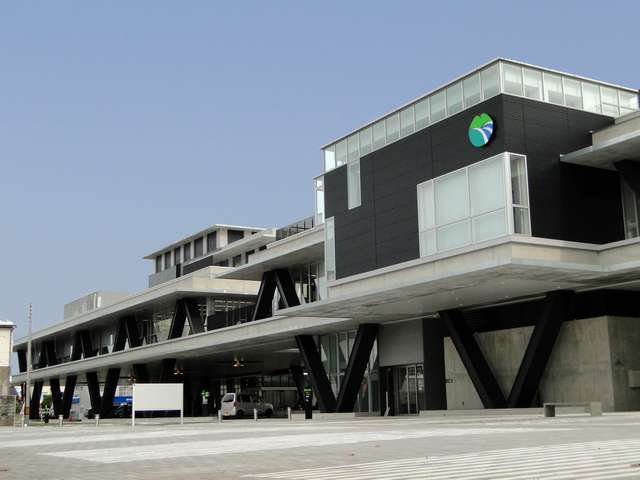
Rathaus

- Sneek (seit 10. September 1970)
- Nemuro (seit 19. Oktober 1976)
- Macon (seit 10. Mai 1977)
- Samcheok (Südkorea)

## Angrenzende Städte und Gemeinden
- Hakuba
- Ōmachi